# Samarium 153
Cet article court présente un sujet plus développé dans : Samarium.
table
Le samarium 153, noté 153Sm, est l'isotope du samarium dont le nombre de masse est égal à 153 : son noyau atomique compte 62 protons et 91 neutrons avec un spin 3/2+ pour une masse atomique de 152,922 10 g/mol. Il est caractérisé par un excès de masse de −72 560 keV et une énergie de liaison nucléaire par nucléon de 8 228,54 keV. C'est un radioisotope de demi-vie 46,28 h qui donne de l'europium 153 par désintégration β− :
153
62Sm ⟶ 153
63Eu + e− + νe.
Le samarium est métabolisé de manière semblable au calcium et se concentre dans les os. Le 153Sm peut de ce fait être employé en soins palliatifs de certains cancers osseux, par exemple chélaté par l'EDTMP pour donner le samarium [153Sm] lexidronam pentasodium, utilisé pour soulager les douleurs.